# بربل باس
بربل باس (بالألمانية: Bärbel Bas) (3 مايو 1968) هي سياسية ألمانية (SPD) من دويسبورغ ، تتولى منصب رئيس البوندستاج الألماني منذ عام 2021. عضو في البرلمان الألماني (البوندستاج) عن الدائرة الأولى في دويسبورغ منذ الانتخابات الفيدرالية في عام 2009. كانت تشغل منصب نائب رئيس المجموعة البرلمانية للحزب الديمقراطي الاجتماعي الذي تنتمي له بقيادة الرئيس رولف موتزينيتش من 2019 إلى 2021.

## العمل الحزبي
في أكتوبر 1988، دخلت باس الحزب الديمقراطي الاجتماعي. بعد عام من هذا التاريخ أصبحت عضوة في مجلس ما دون المقاطعة التابع لمجموعة شباب الحزب الديمقراطي الاجتماعي في دويسبرج، وترأست المجموعة في مقاطعتها من 1990 إلى 1998. منذ ذلك أصبحت عضوة في مجلس ما دون المقاطعة للحزب الديمقراطي الاجتماعي، والذي أصبحت نائبة رئيسه في 2006. من 2004 إلى 2018 في مجلس إقليم نيدرراين، من 2009 إلى 2018 كانت من أعضاء دائرة متحدثي الحزب الديمقراطي الاجتماعي في رور. ومنذ 2010 أصبحت رئيسة مجلس الحزب في ولاية شمال الراين-وستفاليا.

## المناصب السياسية
من 1994 إلى 2002 كانت بربل باس عضوة في مجلس مدينة دويسبرج. وانتخبت عضوة في البوندستاج (الدورة 17) في الانتخابات الاتحادية لعام 2009 عن دائرة دويسبرج الأولى. ودافعت عن مقعدها بنجاح في انتخابات 2013 بحصولها على 46,6% من الأصوات. في 2017، حصلت على 38%، وفي 2021 حصلت على 40,3%.
في الدورة 17 للبوندستاج كانت عضوة في لجنة الصحة، وهي نائبة عضو في هذه اللجنة منذ الدورة 18. في الدورة 18 أصبحت عضوة في اللجنة المشتركة للبوندستاج والبوندسرات. من ديسمبر 2013، أصبحت رئيسة العمل البرلماني لمجموعة الحزب الديمقراطي الاجتماعي. من 24 سبتمبر 2019، انتخبتها المجموعة البرلمانية لتصبح نائبة رئيس مكلفة بشؤون الصحة والطلبات والتعليم والبحث العلمي. ومنذ مارس 2021 أصبحت عضوة في لجنة التحقيقات التابعة للبوندستاج.

## حياتها الخاصة
تهوى كرة القدم وركوب الدراجات النارية. وكانت تلعب كرة القدم في صغرها ، وتشجع نادي دويسبورغ الألماني .
كانت باس على علاقة مع سيجفريد أمبروسيوس (1941-2020) ، الذي كان المدير الإداري للحزب الديمقراطي الاجتماعي في دويسبورغ للفترة من 1967 إلى 2006، امتدت علاقتهما 15 عامًا ، آخر 5 سنوات منها كانا متزوجين حتى وفاته عام 2020.

## استشهادات
1. ↑  Stammdaten aller Abgeordneten des Deutschen Bundestages (بالألمانية), QID:Q51850225
2. ↑   https://web.archive.org/web/20150731102951/http://www.baerbelbas.de/glaeserne-abgeordnete-baerbel-bas/ueber-mich.html. مؤرشف من الأصل في 2015-07-31. {{استشهاد ويب}}: |archive-url= بحاجة لعنوان (مساعدة) والوسيط |title= غير موجود أو فارغ (من ويكي بيانات) (مساعدة)
3. ↑   https://www.president.gov.ua/documents/7342022-44529. {{استشهاد ويب}}: |url= بحاجة لعنوان (مساعدة) والوسيط |title= غير موجود أو فارغ (من ويكي بيانات) (مساعدة)
4. ↑  Bärbel Bas. "Über mich". baerbelbas.de. مؤرشف من الأصل في 2021-02-25. اطلع عليه بتاريخ 2019-05-07.
5. ↑  "115: Duisburg I". Bundestagswahl 2017 Ergebnisse. Der Bundeswahlleiter. 2017. اطلع عليه بتاريخ 2021-10-20.
6. ↑  "Bundestagswahl 2021 Ergebnisse". Der Bundeswahlleiter. مؤرشف من الأصل في 2021-10-04. اطلع عليه بتاريخ 2021-10-20. {{استشهاد بخبر}}: الوسيط غير المعروف |datum= تم تجاهله يقترح استخدام |date= (مساعدة)